# Magyar Mozgókép Díj a legjobb maszkmesternek
A Magyar Mozgókép Díj a legjobb maszkmesternek (korábban Magyar Filmdíj) elismerés a 2014-ben alapított Magyar Filmdíjak egyike, amelyet a Magyar Filmakadémia (MFA) tagjainak szavazata alapján ítélnek oda egy-egy év magyar filmterméséből legjobbnak tartott vezető maszk-, fodrász- és sminkmesternek.
A díjra történő jelölés nem automatikus; arra azon művek alkotói jöhetnek számításba, amelyeket beneveztek a Magyar Mozgókép Fesztiválra. Nevezni az előző év január 1. és december 31. között moziforgalmazásba került vagy kerülő (forgalmazói szándéknyilatkozattal rendelkező), illetve televíziós csatorna műsorára tűzött, vagy nemzetközi filmfesztiválon versenyben vagy versenyen kívül szerepelt művet lehet.
Miután a Filmakadémia smink- és maszkmesteri szekciójának tagjai január 1-je és 31-e között megnézték a benevezett műveket, titkos szavazással választják ki saját szakmájuk öt jelöltjét, akik felkerülnek a jelöltek listájára.
A listát február 1-jén hozzák nyilvánosságra. A jelölt alkotásokat a Magyar Filmhét műsorára tűzik.
A második körben az Akadémia tagjai e szűkített listáról választják ki egy újabb titkos szavazás során a díjra érdemesnek tartott személy(eke)t.
Az ünnepélyes díjátadóra Budapesten, a Magyar Filmhetet lezáró gálán kerül sor minden év március elején.
Az 1. Magyar Filmdíj kiosztásakor e kategóriában összevontan értékelték a legjobb smink-, fodrász- és maszkmesterek munkáját, ennek megfelelően a hivatalos megnevezése Magyar Filmdíj a legjobb smink-, fodrász- és maszkmesternek volt.

## Díjak és jelölések
A nyertesek a táblázat első sorában, félkövérrel vannak jelölve. 2021 óta az alkotói teljesítményeket a műfajokat összevonva értékelik.
| Év (Gála)                | Díjazottak és jelöltek | Megjegyzés               |
| Csak játékfilm kategória | Csak játékfilm kategória | Csak játékfilm kategória |
| ------------------------ | --- | ------------------------ |
| 2016 (1.)                | - Horváth Csilla, Rácz Erzsébet és Kapás Nóra – Liza, a rókatündér - Ágoston Zsombor és Nagy Viktor – Swing - Forgács Erzsébet, Csatári Viktória, Elena Zvarich, Gabriela Pavlova, Desislava Ilkova és Balázs Krisztina – Anyám és más futóbolondok a családból - Hortobágyi Ernella és Végh Attila – Félvilág - Rácz Erzsébet és Vitray Júlia – Aglaja | [ 5 ]                    |
| 2017 (2.)                | - Kriskó Ancsa – A martfűi rém - Borda Mátyás, Tilinger Attila – Hurok - Forgács Böbe – Halj már meg! - Novák Balázs és Ölvedi Szabolcs – Kút - Tesner Anna – Halj már meg! | [ * 1 ]                  |
| 2018 (3.)                | - Tesner Anna, Halász Judit és Görgényi Réka – Budapest Noir - Koltai Nóra – Jupiter holdja - Kozma Éva – Aurora Borealis – Északi fény - Petrilla Orsolya – Testről és lélekről - Színek Klári és Tesner Anna – 1945 | [ * 2 ]                  |
| 2019 (4.)                | Nem osztották ki. | Nem osztották ki.        |
| 2020 (5.)                | - Hortobágyi Ernella és Hufnágel Mariann – Apró mesék - Hortobágyi Ernella és Tóth Móni – Valan – Az angyalok völgye - Kozma Éva és Halász Míra – FOMO – Megosztod, és uralkodsz - Kund Barbara és Károlyi Márk – Akik maradtak - Nagy Andrea és Galló Krisztina (fodrász) – Seveled                                                                    | [ * 3 ]                  |
| Összevont kategória      | |                          |
| 2021                     | - Hámori Dániel – Post Mortem - Kund Barbara – Űrpiknik - Petrilla Orsolya – Hasadék - Hildegard Haide – Toxikoma - Kriskó Ancsa – Hab | [ 6 ] [ * 4 ]            |
| 2022                     | - Kreuzer Barbara – A feleségem története - Kriskó Ancsa – Az unoka - Hortobágyi Ernella – A játszma - Bujdosó Magdolna – Magyar Passió - Kund Barbara – El a kezekkel a Papámtól! | [ 7 ] [ * 5 ]            |
| 2023                     | - Görgényi Réka – Blokád - Jakóts Katalin – Béke – A nemzetek felett - Petrilla Orsolya – Együtt kezdtük - Frank Éva – Az almafa virága - Vozák Timi – Veszélyes lehet a fagyi | [ 8 ] [ 9 ]              |
| 2024                     | - Tóth Anikó – Tündérkert – Kísértések kora - Kriskó Ancsa – Hadik - Petrilla Orsolya – Háromezer számozott darab - Koltai Nóra – Semmelweis - Ipacs Szilvia – Majdnem menyasszony | [ 10 ] [ 11 ] [ 12 ]     |
| 2025                     | - Kriskó Ancsa és Tóth Mónika – Most vagy soha! - Kovács Zsófia, Kriskó Ancsa és Gyöngyösi Péter – S.E.R.E.G. - Kund Barbara, Lázár József és Lengyel Gergő – Ma este gyilkolunk - Petrilla Orsolya és Bara Beáta – Ők tudják, mi a szerelem - Wolf Réka – Az utolsó lélek az ördögé                                                                    | [ 13 ] [ 14 ]            |